# KDStV Burgundia (Leipzig) Düsseldorf
Die KDStV Burgundia (Leipzig) zu Düsseldorf wurde im Jahre 1879 in Leipzig gegründet und ist eine katholische, nichtschlagende, farbentragende Studentenverbindung. Sie ist Mitglied des Cartellverbandes der katholischen deutschen Studentenverbindungen (CV). Seit ihrer Wiederbegründung im Jahre 1949 in Düsseldorf ist sie die einzige dort ansässige Studentenverbindung, die durchgehend Bestand hatte und ist die größte Studentenverbindung in Düsseldorf.

## Couleur und Wahlspruch
Die Verbindung trägt die Farben Orange-Weiß-Blau, mit silberner Perkussion. Die Fuxenfarben sind Orange-Weiß-Orange. Das Kopfcouleur ist eine orangefarbene Tellermütze. Der Wahlspruch der Burgundia ist Per aspera ad astra!, was mit Durch das Raue zu den Sternen! übersetzt wird.

## Geschichte

### Gründungszeit
Die KDStV Burgundia (Leipzig) zu Düsseldorf wurde als Katholische Studentenverbindung Burgundia Leipzig am 19. November 1879 in Leipzig gegründet. Sie war die Nachfolgerin der 1872 von Felix Porsch gegründeten Alamannia Leipzig, welche durch die Universitätsbehörde wegen Förderung des Katholizismus aufgelöst wurde. In Aussicht genommene Farben wird eine Kombination der Gründungsverbindungen der Alamannia.
Im Jahre 1880 wurde Burgundia als 11. Mitglied in den Cartellverband aufgenommen. Die Verbindungsmitglieder werden Burgunden genannt. Burgundia trägt – seit dem Übertritt der Austria Innsbruck in den ÖCV – die Nummer 10 in der verbandsinternen Reihenfolge der Cartellverbindungen. Die offizielle Abkürzung ist BuL. Zur Fronleichnamsprozession 1881 wurde erstmals öffentlich Band getragen. Als einzige katholische Studentenverbindung im protestantischen Sachsen hatte sie unter den Folgen des Kulturkampfes zu leiden. 1909 fand die 500-Jahr-Feier der Universität Leipzig statt. Burgundia nahm an allen offiziellen Feierlichkeiten teil, so auch beim Festumzug, bei dem die Chargierten hoch zu Ross die Farben der Verbindung präsentierten. Am 2. September 1912 wurde der erste Burgundenzirkel in Köln gegründet. Eine Woche später folgte der Zirkel in Essen.

### Die Zeit der zwei Weltkriege
Das Wintersemester 1913/14 beginnt mit der Einweihung des Völkerschlachtdenkmals. Beim Festumzug am 18. Oktober sind 80 Fahnen des Cartellverbandes beteiligt. Der Festgottesdienst am folgenden Sonntag wird auch von der sächsischen Königsfamilie besucht und endet mit einem Huldigungszug zum Siegesdenkmal. Nach dem Sommersemester 1915 finden während des Ersten Weltkriegs 14-tägliche Kneipconvente statt: Feldpost wird verlesen und Burgundennachrichten ins Feld geschickt. 17 Burgunden fallen.
Trotz Diaspora und Kulturkampf gelang es Burgundia stetig zu wachsen und so gingen im Jahre 1920 die KDStV Saxo-Thuringia (Dresden, Aachen) zu Bochum als Tochterverbindung und 1923 die KDStV Bergland (Freiberg) Aachen als Enkelverbindung aus ihr hervor.

Während des Zweiten Weltkriegs treffen sich die Burgunden soweit möglich noch in ihren Privatwohnungen. Am 9. November 1935 löste sich die Verbindung selbst auf, um die Gleichschaltung durch die Nationalsozialisten zu verhindern. Alter Herr Reindel nimmt das Verbindungseigentum in Gewahrsam und verbirgt es vor den Nationalsozialisten in den Räumen seines Konsulats. Er war estnischer Konsul. 1938 wurde der Altherren-Verein zwangsaufgelöst. 
Am 4. Dezember 1943 wurde bei der Bombardierung Leipzigs das komplette Verbindungseigentum durch die anglo-amerikanische Luftwaffe vernichtet.

### Nachkriegszeit
Nach Kriegsende wurden einige Burgunden von den Sowjets in Lagern inhaftiert und starben bald darauf an den Folgen.
Da viele Bundesbrüder aus dem Rheinland stammten und eine Wiederbegründung in der Sowjetisch besetzten Zone unmöglich war, wurde die Verbindung am 20. April 1949 an der Medizinischen Akademie Düsseldorf, der Vorgängerin der Heinrich-Heine-Universität Düsseldorf wiederbegründet. Während des Wiederbegründungsconventes erfolgte ein Telefonanruf aus Leipzig. Die Leipziger Burgundenphilister protestierten gegen die Wiederbegründung der Burgundia im Westen. Der neu gewählte Philistersenior versicherte die Heimkehr nach Leipzig, wenn die wirtschaftlichen und politischen Möglichkeiten dafür gegeben sind. Die Verbindung erhält den Namen „Katholische Deutsche Studentenverbindung Burgundia Leipzig zu Düsseldorf“. Sie wurde Anlaufpunkt für viele aus ihrer Heimat vertriebenen Cartellbrüder, so auch für seine Exzellenz Carl Maria Splett, welcher als Bischof von Danzig sein Amt dort nach dem Ende des Zweiten Weltkrieges nicht mehr weiterführen konnte.
Im Gegensatz zu der Zeit in Leipzig, wo Juristen und Volkswirte das Bild der Aktivitas beherrschten, nahm die Verbindung bis in die 1990er Jahre fast ausschließlich Studenten der Medizinischen Fakultät auf. Aus diesem Grund sind viele Professoren und Chefärzte an der Heinrich-Heine-Universität Düsseldorf und in den Kliniken im Umland Burgunden.

### Seit 1990
Im Sommersemester 1990 bestimmt der Cumulativconvent einstimmig in Düsseldorf zu bleiben und nicht nach Leipzig zurückzukehren.
Im Jahr 2001/2002 stellte die Verbindung den Vorort (Vorstand) des Cartellverbandes.

## Ziele und Prinzipien
Burgundia beruht auf den Prinzipien des Cartellverbandes: religio, scientia, amicitia und patria. Sie will eine lebenslange Freundschaft begründen, welche sich durch ihre couleurstudentischen Traditionen und Comment getragen weiß. Burgundia ist nichtschlagend, lehnt also die Mensur ab. Zweck der Verbindung ist es, die Meinungsbildung ihrer Mitglieder im religiösen, sozialen, wissenschaftlichen, politischen und hochschulpolitischen Bereich, unter Beachtung der Satzung des Cartellverbandes, zu fördern.
- Religio bedeutet das Bekenntnis zum katholischen Glauben als lebendigem Grundstein der Verbindung sowie die Bereitschaft, aus ihm das eigene Leben zu gestalten und sich den Herausforderungen der Zeit zu stellen.

- Scientia  erfordert das Bemühen um ein erfolgreiches Studium und die Auseinandersetzung mit hochschulpolitischen Fragen. Vorträge und Diskussionen bieten die Möglichkeit, den eigenen Horizont über die Grenzen der Fakultät hinaus zu erweitern.

- Amicitia beinhaltet die Förderung wahrer, über die Studienzeit und die eigene Generation hinausgehende Lebensfreundschaft und die gegenseitige Erziehung zu sozial verantwortlichen, selbstbewussten Persönlichkeiten.

- Patria verlangt das Eintreten für Recht, Freiheit und Demokratie, getragen von dem Anspruch auf eine in sozialer Verantwortung gründenden Liebe zu unserem Vaterland in völkerverbindender Gesinnung in einem zusammenwachsenden Europa.

## Wappen
Das Wappen der Burgundia ist durch ein Kreuz viergeteilt. Im ersten Feld befinden sich die Verbindungsfarben Orange-Weiß-Blau, darunter das Stadtwappen der Stadt Leipzig. Die übrigen Felder mit den Verbindungsfarben enthalten die Symbole der Freundschaft, der Wissenschaft und der Treue.
Der Halbrundschild trägt den Zirkel. Der Stechhelm über dem Wappen enthält als Helmzier drei Straußenfedern in den Verbindungsfarben.

## Bekannte Mitglieder
- Eduard Burlage (1857–1921), Reichsgerichtsrat, Politiker (Zentrumspartei), Reichstagsabgeordneter
- Johannes Bell (1868–1949), Politiker (Zentrumspartei), MdR, Jurist
- Franz Geueke (1887–1942), Journalist und Widerstandskämpfer gegen den Nationalsozialismus
- Ulrich Göbel (* 1941), Arzt für Kinderheilkunde, Gründungsmitglied der Kinderkrebsklinik Düsseldorf e. V., Professor der Heinrich-Heine-Universität Düsseldorf[7]
- Hartmut Greven (* 1942), Biologe, Zoologe, Professor der Heinrich-Heine-Universität Düsseldorf
- Bernhard Grzimek (1909–1987), Zoologe, Tierfilmer, Oscar-Preisträger
- Johannes Franz Hartmann (1865–1936), Astronom
- Friedhelm Hofmann (* 1942), Bischof von Würzburg (Ehrenmitglied)
- Heiner Koch (* 1954), Erzbischof von Berlin (Ehrenmitglied)
- Karl Linz, Senatspräsident beim Reichsgericht (Weimarer Republik), Bundesbahndirektor
- Franz Matt (1860–1929), Jurist, Politiker, stellv. bayr. Ministerpräsident
- Heinz Mehlhorn (* 1944), Biologe, Parasitologe, Professor der Heinrich-Heine-Universität Düsseldorf
- Volker-Martin Müller (* 1944), Augenarzt, ärztlicher Standes- und Brauchtumsvertreter
- Wilhelm Petrascheck (1876–1967), österreichischer Geologe
- Felix Porsch (1853–1930), Politiker (Zentrumspartei)
- Marco Schmitz (* 1979), Politiker, seit 2017 MdL NRW
- Carl Maria Splett (1898–1964), Bischof von Danzig
- August Vezin (1879–1963), Philologe
- Fritz Vomfelde (1900–1961), Oberbürgermeister der Stadt Düsseldorf (Ehrenmitglied)
- Ernst Weinschenk (1865–1921), Mineraloge und Petrologe